# Croton tridentatus
Espèce
Croton tridentatus est une espèce de plantes à fleurs du genre Croton et de la famille des Euphorbiaceae, présente au Brésil (État de Bahia).
Il a pour synonyme :
- Oxydectes tridentata, (Mart. ex Müll.Arg.) Kuntze